# Casa Predaval
Casa Predaval è un palazzo storico di Milano situato in viale Bianca Maria al civico 37.

## Storia
Il palazzo venne eretto nel 1902 secondo il progetto di Luigi Predaval.

## Descrizione
L'edificio rappresenta un ottimo esempio dello stile di transizione tra l'eclettismo di stampo neobarocco e lo stile floreale che avrebbe caratterizzato l'architettura milanese a partire dagli anni successivi. Le forti influenze neobarocche sono immediatamente riconoscibili da un pian terreno in bugnato con finestre con cornici a conci, dall'elaborato portale d'ingresso e balconi dalle complesse linee con un disinvolto di volute e cartigli: una blanda influenza dello stile liberty è ravvisabile nelle linee dei serramenti e nelle sculture decorative di frutta.